# Knottermolen
De Knottermolen was een windmolen in Zoeterwoude. De molen van het type grondzeiler stond aan het einde van de Mallesloot bij de Vrouwenvaart in de Kleine Cronesteinse of Knotterpolder. Hij werd in 1629 gebouwd. In 1931 werd de molen afgebroken omdat de polder voortaan bemalen zou worden door een verbrandingsmotor met schroefpomp, alleen het fundament bleef behouden en bevindt zich aan rechterkant van het Knotterpad tegenover de nog aanwezige (inmiddels aanzienlijk uitgebreide) molenaarswoning aan de overzijde van de Mallesloot.